# Patrick Swayze
Patrick Wayne Swayze (AFI: ['sweɪziː]; Houston, 18 de agosto de 1952 – Los Angeles, 14 de setembro de 2009) foi um ator, dançarino e cantor norte-americano. Foi indicado três vezes ao Globo de Ouro por seus papéis em Dirty Dancing (1987), Ghost (1990) e To Wong Foo, Thanks for Everything! Julie Newmar (1995). Ele também atuou em divessos filmes de ação, como Road House (1989) e Point Break (1991).
Em 1991, foi eleito o "homem mais sexy do mundo" pela revista People.
Ele foi homenageado com uma estrela na Calçada da Fama de Hollywood em 1997.
Em Dirty Dancing desempenhou o papel de Johnny Castle, um instrutor de dança e dançarino num hotel, contracenando com Jennifer Grey. Compôs a música She's Like the Wind para a trilha sonora do filme. Dirty Dancing e Ghost foram os filmes pelos quais o ator ficou mais conhecido.
Em 2009, Swayze morreu prematuramente, vítima de câncer no pâncreas, aos 57 anos.

## Biografia

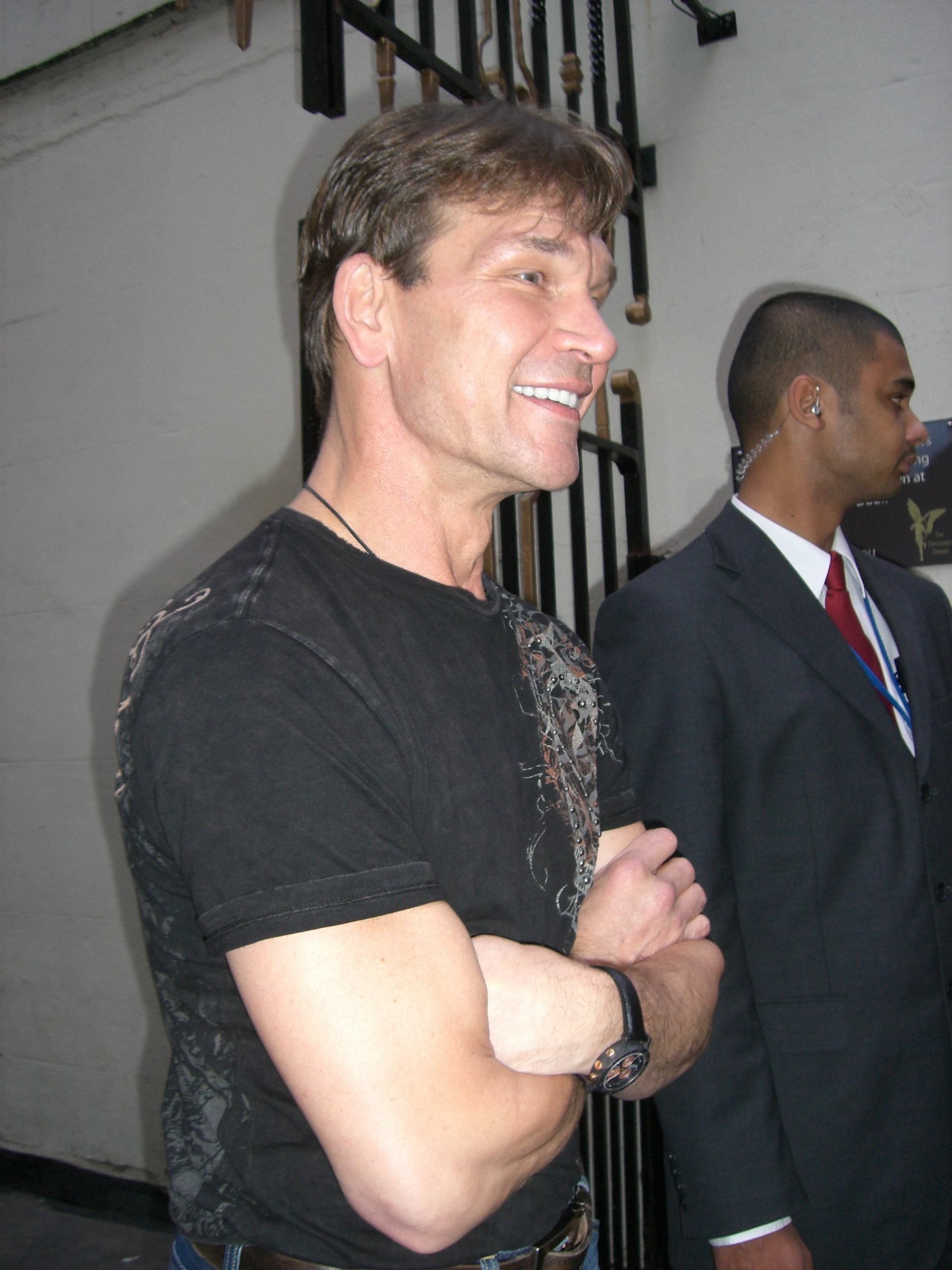
Swayze em 2006.

Patrick Swayze nasceu em Houston, Texas, filho de Patricia Yvonne Helen, apelidada de Patsy, uma coreógrafa e dançarina, e Jesse Wayne Swayze. Embora o sobrenome "Swayze" seja de origem francesa, é oriundo da ascendência irlandesa do artista. O irmão dele, Don Swayze, também é ator.
Até os vinte anos, Swayze vivia no bairro de Oak Forest, Houston, onde estudou em Santa Rosa de Lima, uma escola católica. Durante este tempo, desenvolveu múltiplas habilidades artísticas e desportivas, como patinação no gelo, balé clássico, e representação. Estudou ginástica na vizinha San Jacinto College, por dois anos. Em 1972, mudou-se para Nova York para completar sua formação formal de dança no Ballet Harkness e Joffrey Ballet. A escola de dança da mãe de Patrick Swayze realmente foi o amuleto da sorte do ator. Além de ter dado uma carreira de sucesso para o filho, a professora Patsy Swayze também foi a cupido da relação de Patrick com uma das suas alunas, na época com 15 anos de idade, Lisa Niemi. Casados desde o dia 12 de Junho de 1975, o casal não teve filhos. Lisa fez diversos tratamentos para engravidar, mas sofreu dois abortos espontâneos, um em 1990 e outro em 2005.

### Morte
Swayze morreu em 14 de setembro de 2009, aos 57 anos, após sofrer por dois anos com um câncer pancreático. Antes de saber da doença, o ator disse que num primeiro momento pensou estar sofrendo de indigestão crônica. Quando os sintomas pioraram, procurou seu médico tendo sido feita uma biópsia e o diagnóstico foi câncer. Seu alcoolismo e excesso de consumo de cigarros, mesmo após o diagnóstico, foram apontados como causas do desenvolvimento de tumores no pâncreas, que criaram metástase para o fígado. Sua assessora de imprensa confirmou a morte, afirmando que ele estava ao lado da família. O seu corpo foi cremado e suas cinzas dispersas no seu rancho no Novo México.

## Filmografia
| Ano  | Título original                                      | Título em português                                      | Papel                   | Observações                                                                                            |
| ---- | ---------------------------------------------------- | -------------------------------------------------------- | ----------------------- | --- |
| 1979 | Skatetown, U.S.A.                                    | FEBRE DOS PATINS / RITMO ALUCINANTE                      | Ace Johnson             | Primeiro papel                                                                                         |
| 1980 | The Comeback Kid                                     |                                                          | Chuck                   | Telefilme                                                                                              |
| 1981 | M*A*S*H                                              | M*A*S*H                                                  | Gary Sturgis            | Série de televisão, 9ª Temporada Episódio 18 - "Blood Brothers"                                        |
| 1983 | Uncommon Valor                                       | br: De Volta Para o Inferno                              | Kevin Scott             | |
| 1983 | The Outsiders                                        | br: Vidas sem Rumo pt: Os Marginais                      | Darrel Curtis ("Darry") | |
| 1983 | Renegades                                            |                                                          | Bandit                  | Série de televisão                                                                                     |
| 1984 | Red Dawn                                             | br: Amanhecer Violento                                   | Jed Eckert              | |
| 1984 | Grandview, U.S.A.                                    | br: A Volta por Cima                                     | Ernie Webster ("Slam")  | |
| 1985 | North and South                                      |                                                          | Orry Main               | Minissérie                                                                                             |
| 1986 | Youngblood                                           | br: Veia de Campeão                                      | Derek Sutton            | |
| 1986 | North and South, Book II                             |                                                          | Orry Main               | Minissérie                                                                                             |
| 1987 | Steel Dawn                                           | br: Crepúsculo de Aço pt: Duelo Mortal                   | Nômade                  | |
| 1987 | Dirty Dancing                                        | br: Dirty Dancing — Ritmo Quente pt: Dança Comigo        | Johnny Castle           | Indicado ao Globo de Ouro de melhor ator em comédia ou musical                                         |
| 1988 | Tiger Warsaw                                         | br: O Tigre De Varsóvia                                  | Chuck Warsaw ("Tiger")  | |
| 1989 | Next of Kin                                          | br: Marcados Pelo Ódio                                   | Truman Gates            | Indicado ao Framboesa de Ouro de pior ator                                                             |
| 1989 | Road House                                           | br: Matador de Aluguel                                   | Dalton                  | Indicado ao Framboesa de Ouro de pior ator                                                             |
| 1990 | Ghost                                                | br: Ghost — do Outro Lado da Vida pt: O Espírito do Amor | Sam Wheat               | Indicado ao Globo de Ouro de melhor ator em comédia ou musical Indicado ao Saturn Award de melhor ator |
| 1990 | Saturday Night Live                                  |                                                          | Participação especial   | Série de televisão                                                                                     |
| 1991 | Point Break                                          | br: Caçadores de Emoção                                  | Bodhi                   | |
| 1992 | City of Joy                                          | br: A Cidade da Esperança                                | Dr. Max Lowe            | |
| 1993 | Father Hood                                          | br: Um Pai Fujão                                         | Jack Charles            | |
| 1994 | Heaven & Hell: North and South, Book III             |                                                          |                         | Minissérie, não-creditado                                                                              |
| 1995 | Tall Tale: The Unbelievable Adventures of Pecos Bill | br: Super-Heróis do Oeste                                | Pecos Bill              | |
| 1995 | Three Wishes                                         | br: Os Três Desejos                                      | Jack McCloud            | |
| 1995 | To Wong Foo, Thanks for Everything! Julie Newmar     | br: Para Wong Foo, Obrigado por tudo! Julie Newmar       | Vida Boheme             | Indicado ao Globo de Ouro de melhor ator em comédia ou musical                                         |
| 1998 | Letters from a Killer                                | br: Cartas De Um Assassino                               | Race Darnell            | |
| 1998 | Black Dog                                            | br: Black Dog - Estrada Alucinante                       | Jack Crews              | |
| 2000 | Forever Lulu                                         | br: Eternamente Lulu                                     | Ben Clifton             | |
| 2001 | Donnie Darko                                         | br: Donnie Darko                                         | Jim Cuningham           | |
| 2001 | Green Dragon                                         | br: Dragão Verde pt: A Cor do Dragão                     | Jim Lance               | |
| 2002 | Waking Up in Reno                                    | br: Seu Marido e Minha Mulher pt: Acordar em Reno        | Roy                     | |
| 2003 | One Last Dance                                       | br: A Última Dança                                       | Travis McPhearson       | |
| 2003 | 11:14                                                | br: 11:14                                                | Frank                   | |
| 2004 | George and the Dragon                                | br: O Cavaleiro E O Dragão                               | Garth                   | |
| 2004 | Dirty Dancing: Havana Nights                         | br: Dirty Dancing 2 - Noites de Havana                   | Professor de dança      | |
| 2004 | King Solomon's Mines (filme de 2004) [en]            |                                                          | Allan Quatermain        | Minissérie americana de televisão em duas partes.                                                      |
| 2005 | Keeping Mum                                          | br: De Bico Calado                                       | Lance                   | |
| 2005 | Icon                                                 | br: Icon: Cães da Violência                              | Jason Monk              | |
| 2006 | The Fox and the Hound 2                              | br: O Cão e a Raposa 2                                   | Cash                    | Voz, filme de animação                                                                                 |
| 2007 | Jump!                                                | br: Sentença de Um Assassino                             | Richard Pressburger     | |
| 2007 | Christmas in Wonderland                              | br: Um Natal Milionário                                  | Wayne Saunders          | |
| 2009 | Powder Blue                                          | br: Ponto de Partida                                     | Velvet Larry            | |
| 2009 | The Beast                                            | br: The Beast                                            | Charles Barker          | Série de televisão                                                                                     |